# Pyrostegia venusta

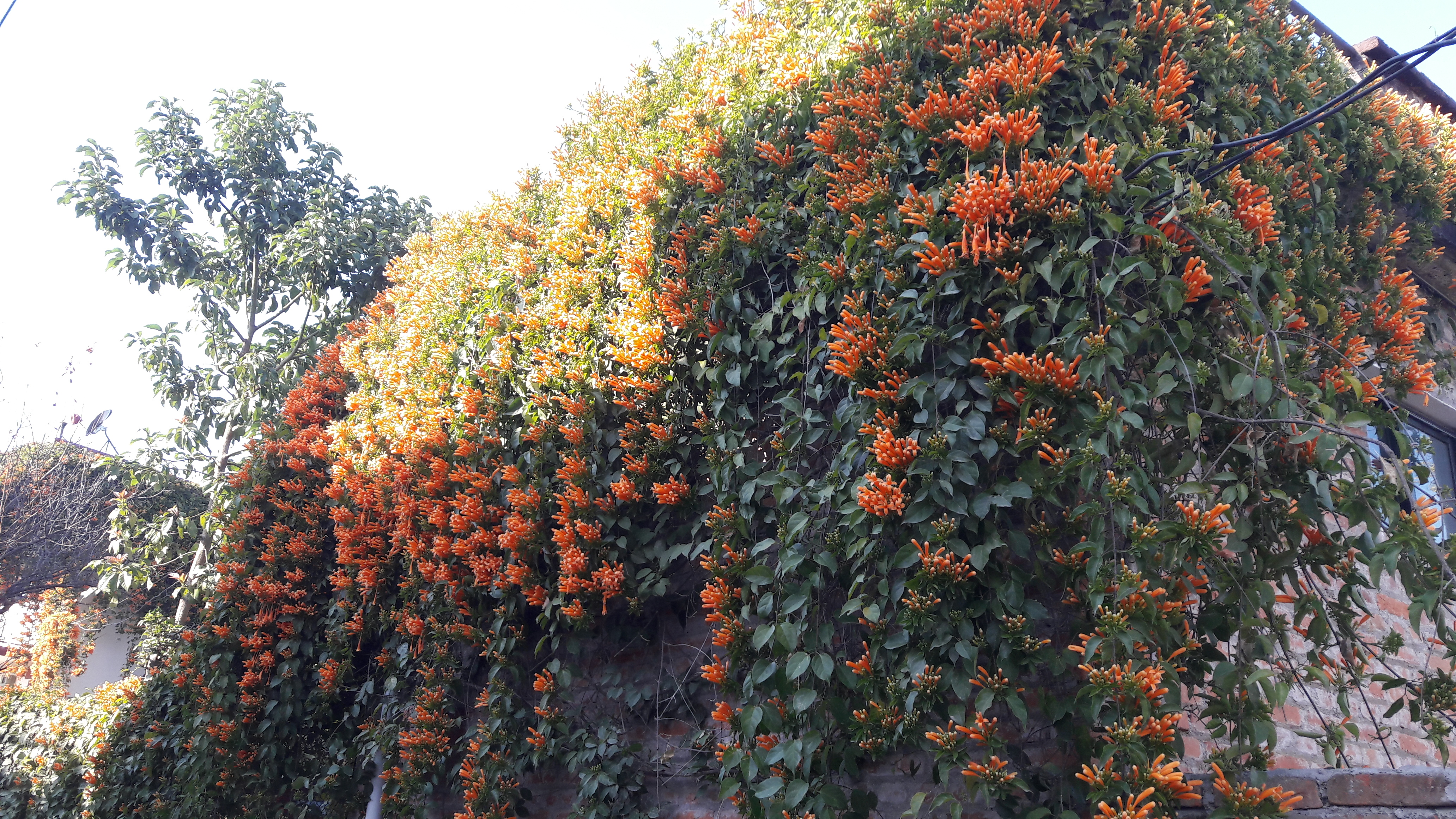
Mauer mit Pyrostegia venusta

Pyrostegia venusta ist eine Pflanzenart aus der Gattung Pyrostegia in der Familie der Trompetenbaumgewächse aus Mittelamerika bis ins westliche und südliche Mexiko sowie vom nördlichen Südamerika bis nach Argentinien. Sie ist bekannt als Feuerranke, Feuerbignonie, Flammenwein und Korallenwein.

## Beschreibung
Pyrostegia venusta wächst als schnellwüchsige, immergrüne und verholzende Kletterpflanze einige bis viele Meter hoch oder weit. Die schlanken, kahlen bis schwach behaarten Sprossachsen sind gerillt.
Die gefiederten Laubblätter sind gegenständig und gestielt, mit zwei oder drei Blättchen. Ein Blättchen von drei kann durch eine Ranke ersetzt sein. Die langen Ranken sind dreiteilig und aufgerollt oder verdreht. Die leicht ledrigen, kurz gestielten, eiförmigen bis verkehrt-eiförmigen oder elliptischen, etwa 6–11 Zentimeter langen Blättchen sind ganzrandig, ledrig und spitz bis zugespitzt oder geschwänzt. Die Blatt- und Blättchenstiele sind feinborstig und gerillt. An den kahlen bis leicht behaarten, leicht schuppigen Blättchen können Nektarien vorkommen.
Pyrostegia venusta ist protandrisch, als vormännlich. Es werden end- oder achselständige, dichte, kurze und rispige bis schirmrispigen Blütenstände mit etwa 10–22 Blüten gebildet. Die großen, schwach duftenden, orangen bis selten gelben, zwittrigen und gestielten Blüten sind fünfzählig mit doppelter Blütenhülle. Unten an den kahlen Blütenstiel sitzen zwei kleine Tragblätter. Der Kelch ist becherförmig verwachsen mit minimalen bis kleinen Zähnchen oder fast ganz. Die bis 9 Zentimeter lange, leicht fleischige Krone ist schmal-trichterförmig mit kurzen, ausgebogenen bis zurückgerollten Lappen mit innen einem behaarten, schmalen Rand. Die Kronröhre ist innen im unteren Teil behaart. Abgeworfene Kronen bleiben öfters noch an der Narbe hängen und baumeln herab. Es sind vier lange, didynamische, etwas vorstehende Staubblätter und ein kleines Staminodium vorhanden. Der zweikammerige Fruchtknoten ist oberständig mit einem langen, schlanken Griffel mit zweilappiger, papillöser sowie berührungsempfindlicher Narbe. Es ist ein fleischiger Diskus vorhanden.
Es werden schlanke und längliche, vielsamige, bis 30 Zentimeter lange, kahle, ledrige Kapselfrüchte gebildet. Die braunen, flachen Samen sind beidseits geflügelt und mit den papierigen Flügeln bis 4 Zentimeter lang.

## Taxonomie
Pyrostegia venusta wurde 1818 von John Bellenden Ker Gawler in Botanical Register; Consisting of Coloured Figures of Exotic Plants Cultivated in British Gardens Band 3 Tafel 248 als Bignonia venusta erstbeschrieben. Die Art wurde 1863 von John Miers in Proceedings of the Royal Horticultural Society of London Band 3 Seite 188 als Pyrostegia venusta (Ker Gawl.) Miers in die Gattung Pyrostegia gestellt.

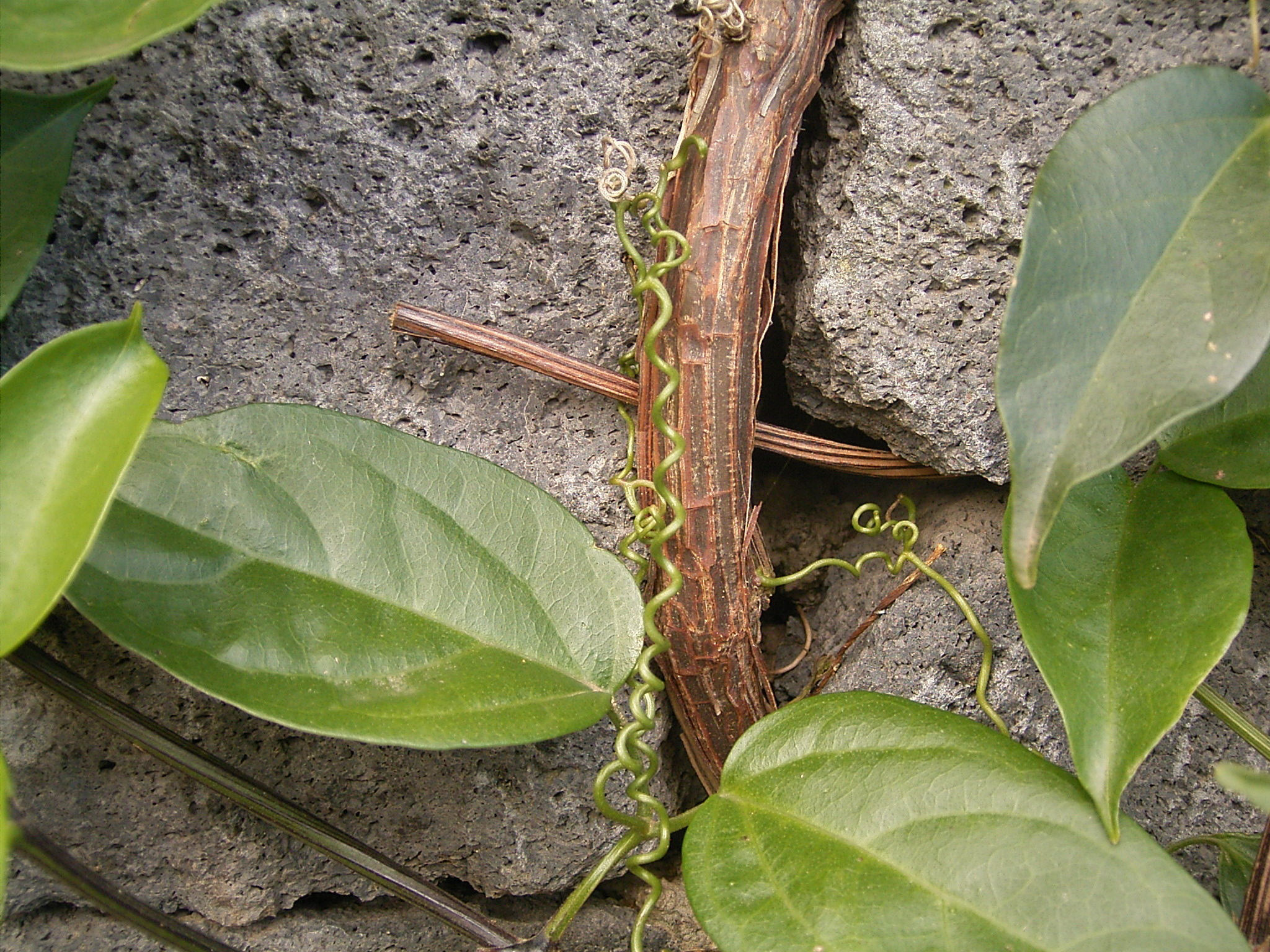
Holzige, gerillte Sprossachsen
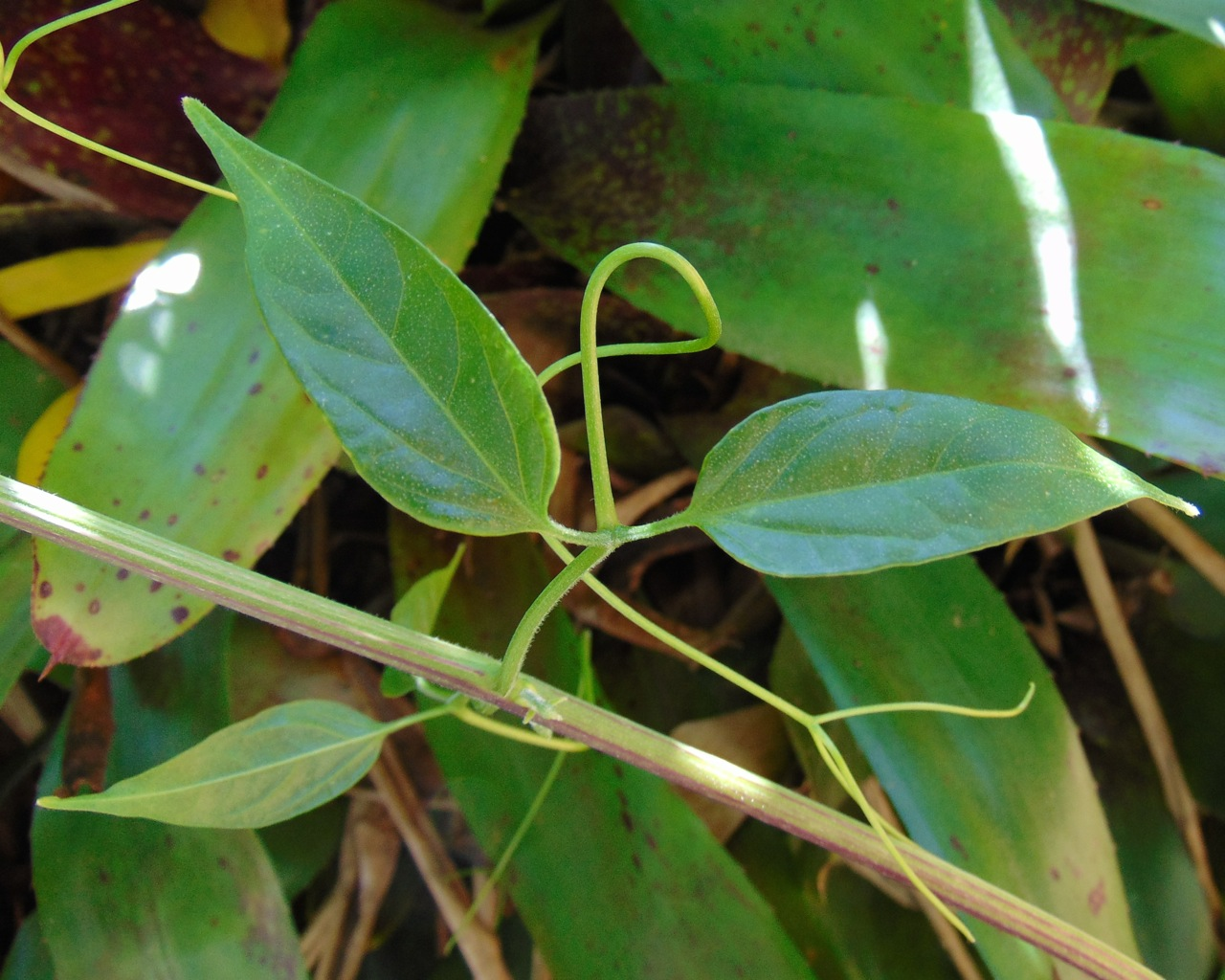
Gefiedertes Blatt mit Ranke
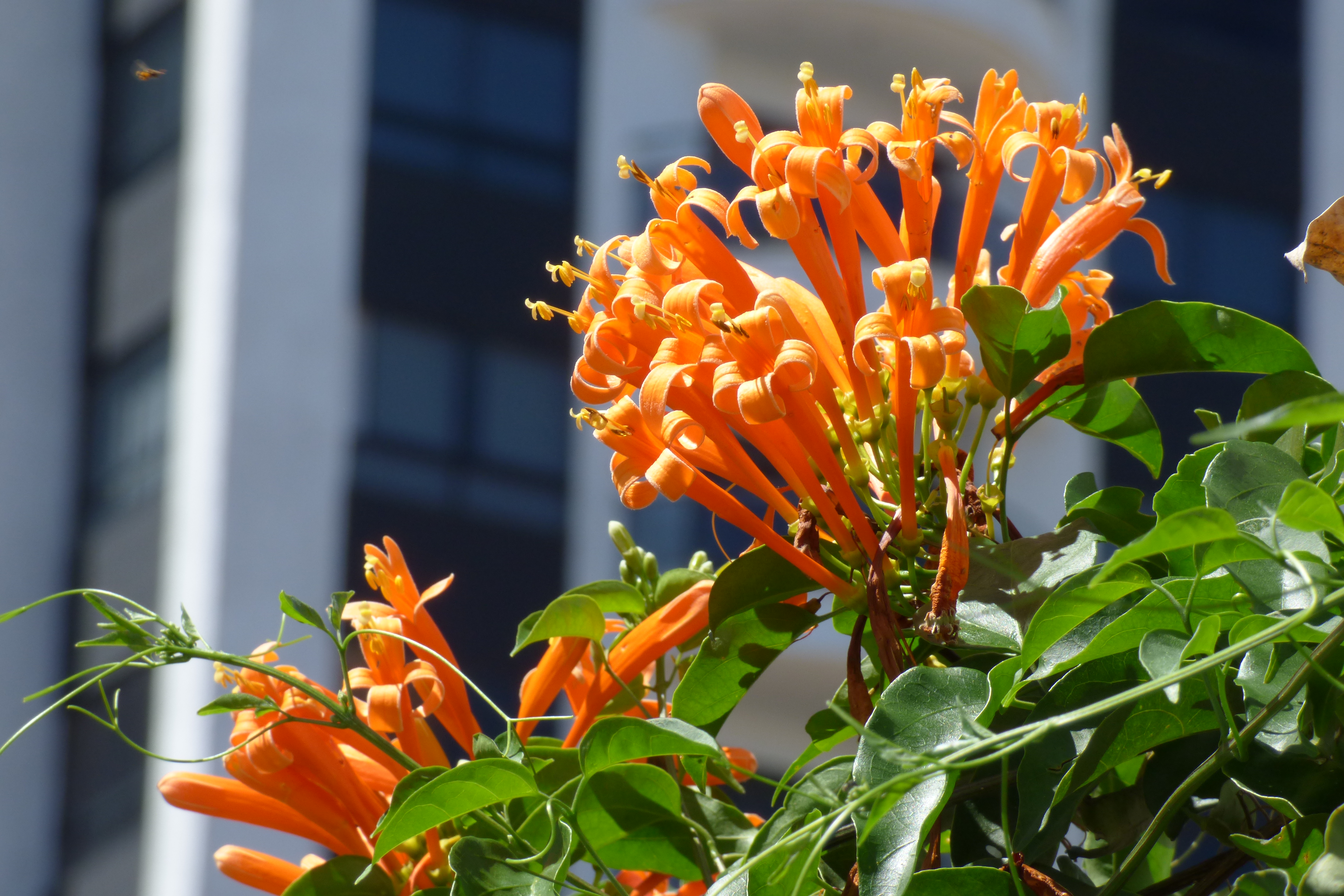
Blütenstand
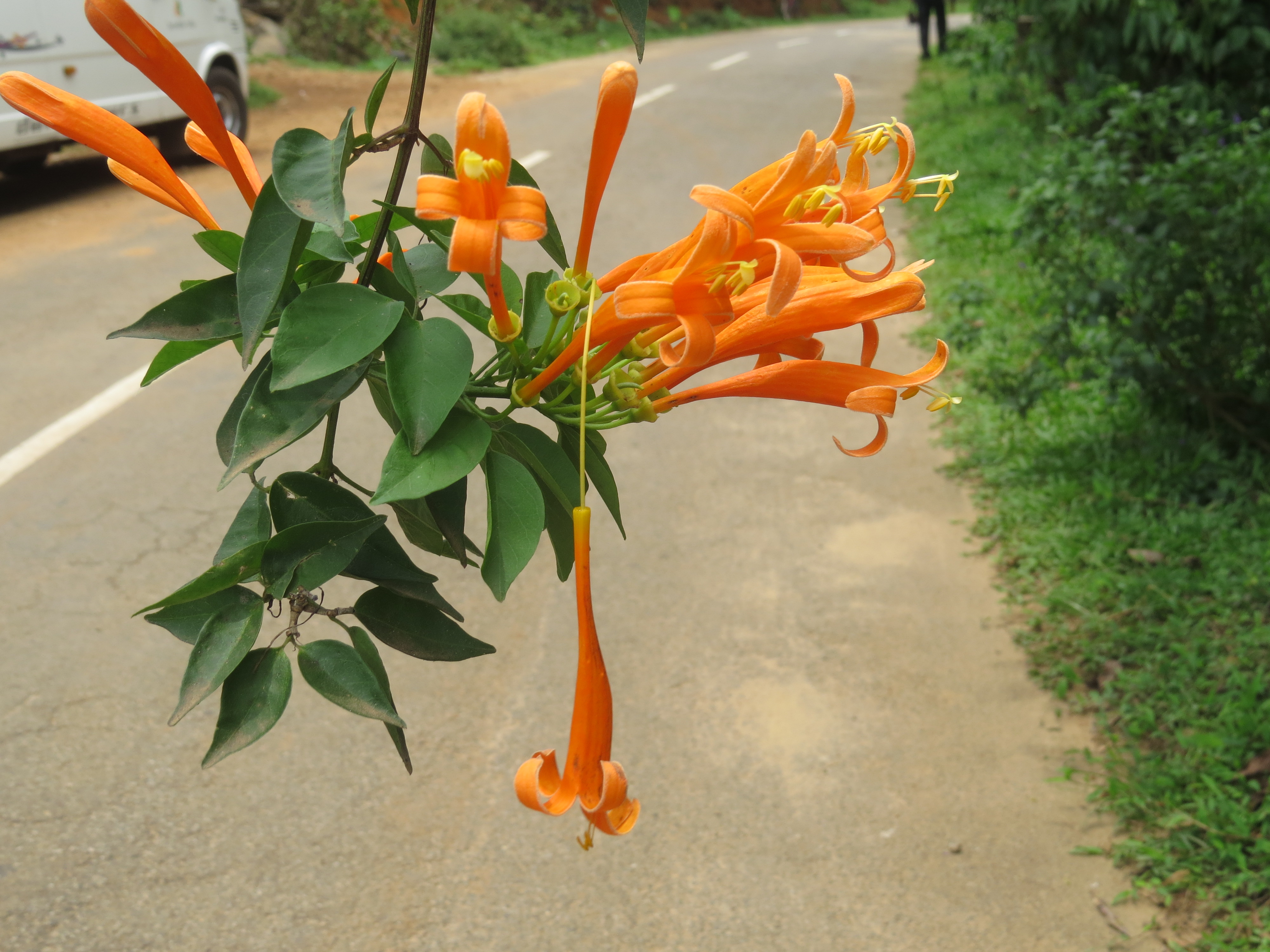
Blätter und Blüte
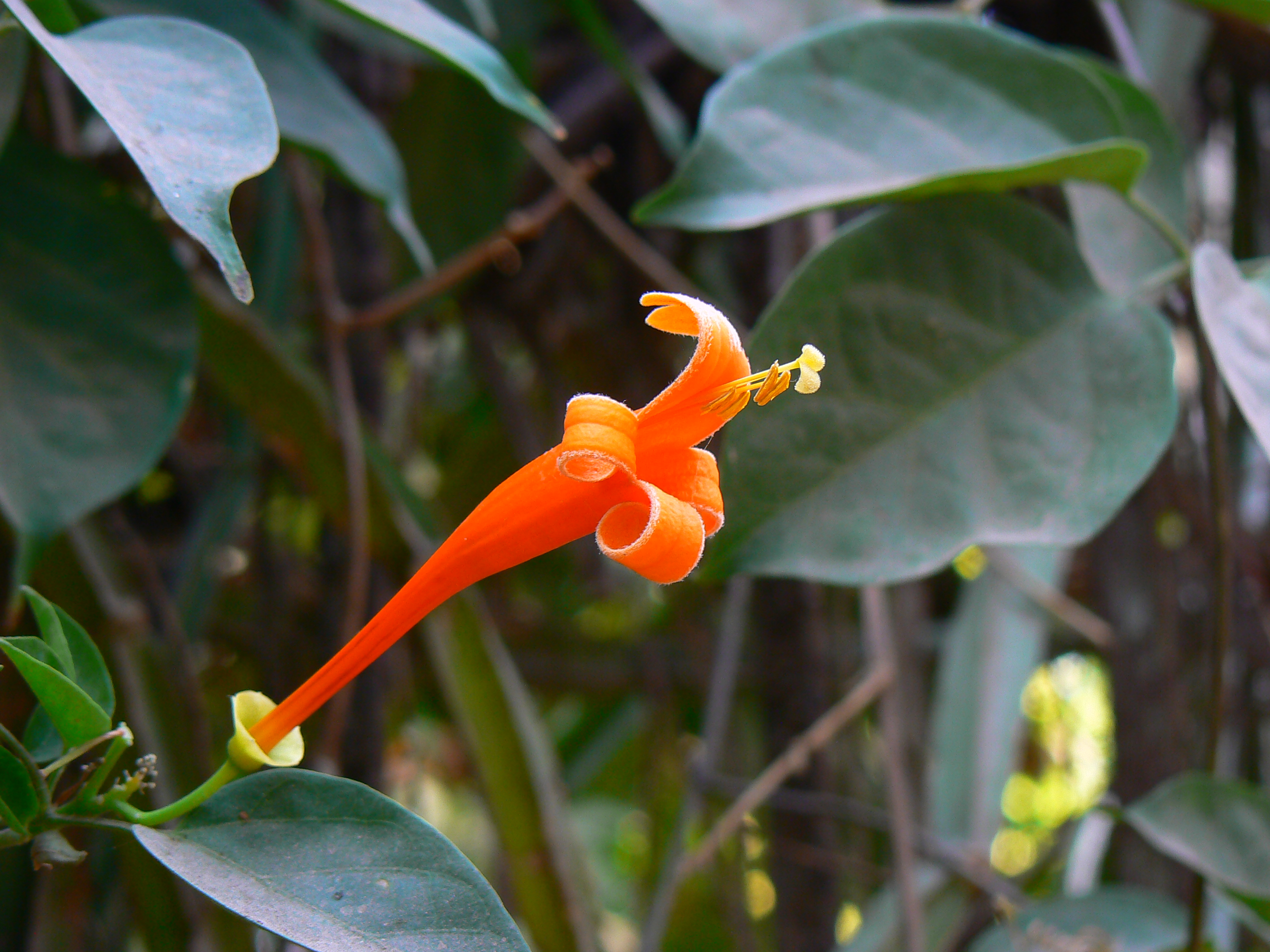
Blüte

## Verwendung
Pyrostegia venusta wird als Zierpflanze genutzt, sie eignet sich zur Begrünung von Mauern und Zäunen.